# Karōshi
Karoshi (過労死 karōshi?, literalmente, 'exceso-trabajo-muerte') es una palabra japonesa que significa 'muerte por exceso de trabajo'. Se usa para describir un fenómeno que apareció en el entorno laboral de Japón hace varias décadas. Sus efectos tienen como resultado el aumento de la tasa de mortalidad de los trabajadores.

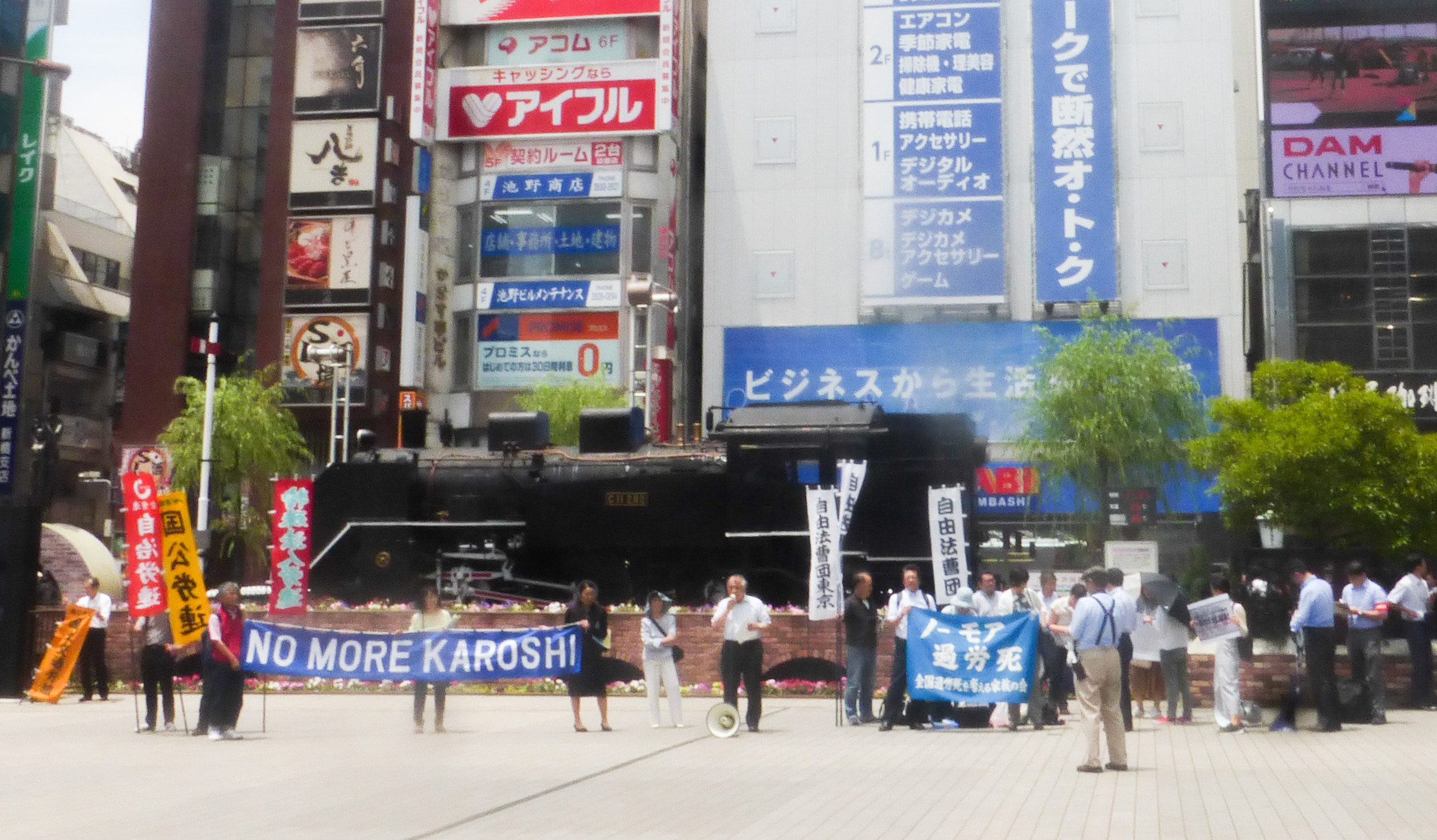
Protesta callejera en Tokio, con el eslogan
"No more karoshi" ("No más karoshi")

Las afecciones más comunes suelen ser accidentes cerebrovasculares y ataques cardíacos. El Ministerio de Salud de Japón reconoció legalmente esta situación en el año 1987, cuando se empezó a registrar su incidencia, ya que se consideró un problema social grave.
El término karoshi también se aplica a las personas que sufren importantes problemas de salud originados por un exceso de trabajo, pero logran superarlos. Cuando la situación desemboca en el suicidio de la persona afectada, se utiliza la denominación karojisatsu.

## Etiología
La causa de un suceso Karoshi no está determinada. De los malos hábitos que concurren, alimentación deficiente, estrés, depresión, falta de sueño, etc., las largas jornadas de trabajo y el sedentarismo que eso conlleva podrían ser el principal motivo. En cualquier caso, en el año 2016, en Japón se reconoció que las horas de trabajo excesivas pueden causar agotamiento físico y mental, perjudicando la salud, y en algunos casos provocar la muerte.

## Antecedentes
Desde el siglo pasado, en Japón se fomentó una cultura que valoraba trabajar muchas horas. Al mismo tiempo, las empresas comenzaron a funcionar como colectivos muy unidos, en los que los trabajadores anteponían el bien de la empresa a sus necesidades personales.
Después de la Segunda Guerra Mundial, el rápido crecimiento de la economía japonesa estaba sustentado en el gran número de horas extras que se realizaban. Las empresas, aun cuando la legislación marcaba el límite de las ocho horas diarias, llegaron a pactos con los trabajadores para conseguir horarios más extensos. De esta manera, hacer 100 horas extras al mes se convirtió en una norma habitual.
El término Karoshi, o muerte por exceso de trabajo, nace en la década de 1970, cuando los médicos japoneses comenzaron a usarlo para identificar la mortalidad repentina de trabajadores en casos de estrés por trabajo excesivo.
Dada la situación, en el año 1988 se puso en marcha un servicio telefónico de consulta y ayuda que, en poco tiempo, recibió una oleada de llamadas.
En la década de 1990 estalló la burbuja económica japonesa y el problema se agudizó. En la recesión posterior, las empresas se dedicaron a sobrevivir y los casos de depresión y suicidio por motivos laborales aumentaron considerablemente.

## Situación actual
La muerte de un trabajador por Karoshi se considera un accidente laboral. Si un juez lo dictamina como tal, la familia del fallecido será compensada económicamente por el Estado y por la empresa.
En el año 2014, se aprobó una ley en Japón que abordaba la muerte por Karoshi y que llamaba a implementar medidas preventivas. Dos años después, el gobierno publicó el primer libro blanco sobre su casuística. En dicho libro blanco se informaba de que, en el año anterior, se había pagado un seguro en 96 casos de muerte por accidente cardiovascular y en 93 casos de suicidio.
Según informaciones de Statista, en el año 2020, el número de personas que se suicidaron en Japón  por problemas con su situación laboral fue de 1918 en total. La tendencia es ligeramente descendente desde 2011, año en el que se registraron 2689 sucesos.

## Casos publicados
El primer caso registrado de fallecimiento por Karoshi fue en 1969, un trabajador anónimo de 29 años, empleado en la distribución de un periódico y que había acumulado largos turnos de trabajo.
Algunos de los casos de Karoshi más conocidos, al hacerse públicos en los medios de comunicación, fueron:
- En el año 1998, el famoso animador y director Yoshifumi Kondō, fallece de disección aórtica y aneurisma atribuidos a exceso de trabajo.[14]

- En el año 2006, un ingeniero de Toyota, de 45 años, que trabajaba en el desarrollo de un nuevo modelo. Había hecho un promedio de 80 horas extras en los dos meses anteriores.[15]

- En el año 2009, un trabajador de una compañía de seguridad en Tokio, de 42 años, que tenía una jornada laboral de 15 horas, más otras 4 de desplazamientos.[1]

- En el año 2013, una periodista de la cadena de televisión NHK, de 31 años, que el mes anterior había hecho 159 horas extras.[6][4][16]

- En el año 2014, un inmigrante de Filipinas, de 27 años, que murió tres meses antes de regresar a su país.[17]

- En el año 2015, una trabajadora de la agencia de publicidad Dentsu, de 24 años, que realizaba unas cien horas extras al mes. Su suicidio provocó una investigación del Ministerio de Trabajo y la renuncia del presidente de la empresa.[6][18]

## Otros países
Actualmente puede decirse que el Karoshi ya no es un problema exclusivamente japonés sino que se ha convertido en una preocupación global. La Organización Mundial de la Salud y la Organización Internacional del Trabajo han advertido que las largas jornadas de trabajo aumentan el riesgo de accidentes cerebro vasculares y males cardiacos. Según datos de la OMS, en el año 2016 se registraron 745 000 muertes por accidente cerebrovascular y cardiopatía isquémica. De acuerdo con un estudio de esta última organización, trabajar 55 horas a la semana o más aumenta un 35% el riesgo de accidente cerebrovascular y un 17% el riesgo de morir por una enfermedad cardiaca. De acuerdo con la Organización para la Cooperación y el Desarrollo Económicos, en el 11% de sus países miembros las personas trabajan más de 50 horas a la semana. Entre los países miembros donde se trabajan más horas se encuentran Turquía con un 33% de los empleados seguido por México con cerca del 29%, Colombia con el 26.6%, Corea del Sur con 25.2% y Japón con 17.9% de sus empleados. La Pandemia de COVID-19 está acelerando el aumento de las horas de trabajo, debido a la crisis económica provocada y las particularidades del trabajo a distancia. Varias comunidades también padecen esta situación, en algunos países de los llamados mercados emergentes. Lugares como China, donde se utiliza la denominación Guolaosi, Corea del Sur, donde se llama Gwarosa, o India, que no utiliza una palabra específica, también registran casos de fallecidos por exceso de trabajo.